# Connarus guggenheimii
Connarus guggenheimii är en tvåhjärtbladig växtart som beskrevs av E. Forero. Connarus guggenheimii ingår i släktet Connarus och familjen Connaraceae. Inga underarter finns listade i Catalogue of Life.